# 死にたいほどの夜
『死にたいほどの夜』（The Last Time I Committed Suicide）は、アメリカ映画。全米では1997年6月20日に、日本では1997年12月13日公開。
ジャック・ケルアックの小説『路上』の登場人物ディーン・モリアーティのモデルになったとされる人物ニール・キャサディの、放浪の旅に出るまでの前半生を描く。

## ストーリー
やっと二十歳になろうというニールは、病院に見舞いに行くために、格好良く身支度を整えていた。恋人のジョーンが自殺を図り、入院中なのだ。ニールは夜勤で工場に勤める、しがない若者である。ニューヨークの新進作家ジャック・ケルアックと手紙のやり取りをしているが、ニール自身はいずれ小さな家を持ち、妻子と暮らす平凡な未来を夢見ていた。しかし現実には、日勤の仕事を得ることすら出来ず、玉突きに興じ、女の子を引っ掛けるのがニールの日常だった。やがてニールは心の負担を感じて、ジョーンの見舞いもやめてしまう。
他人の自動車を盗み、悪友のハリーや女の子たちと疾走するニール。そんなニールに、クリスマスの夜、リジーという年上の美人が声をかけて来た。いそいそとリジーの家へ同行するニール。そこで待っていたのは、退院したジョーンだった。
ジョーンと結婚の約束をするニール。リジーの夫は、念願だった日勤の仕事も紹介してくれると言う。しかし、外出したニールは悪友に引き止められ、ジョーンの元へ帰ることが出来ない。ようやく開放されたニールは、ジョーンとの関係を修復する努力を放棄し、路上で自動車を盗むと、どこへともなく走り去って行った。

## キャスト
※括弧内は日本語吹替
- ニール・キャサディ - トーマス・ジェーン（平田広明）
- ジョーン - クレア・フォーラニ（岡本麻弥）
- ハリー - キアヌ・リーブス（堀内賢雄）
- ベン - エイドリアン・ブロディ（藤原啓治）
- ジェリー - ジム・ヘイニー（藤本譲）
- リジー - マーグ・ヘルゲンバーガー（高島雅羅）
- メアリー - グレッチェン・モル（日髙のり子）
- メアリーの母親 - クリスティン・ローズ（浅井淑子）
- フレッチャー神父 - パット・マクナマラ（松岡文雄）
- ロージー - ルシンダ・ジェニー（佐藤しのぶ）
- ジーンアン - エイミー・スマート
- ヴィッキー - アレクサンドラ・ホールデン
- 署長 - トム・バウアー（クレジットなし）（千田光男）

## スタッフ
- 監督：スティーヴン・ケイ
- 製作：エドワード・ベイツ、ルイーズ・ロズナー
- 脚本：スティーヴン・ケイ
- 撮影：ボビー・ブコウスキー
- 音楽：タイラー・ベイツ